# 塞西尔猪笼草
塞西尔猪笼草（学名：Nepenthes ceciliae）是菲律宾棉兰老岛特有的热带食虫植物。其存在于海拔1500米至1800米处。2011年8月，其发现首次公开于互联网。
塞西尔猪笼草属于非正式的“翼状猪笼草组”分类群下，其中还包括翼状猪笼草（N. alata）、柯普兰猪笼草（N. copelandii）、绝灭猪笼草（N. extincta）、小花猪笼草（N. graciliflora）、汉密吉伊坦山猪笼草（N. hamiguitanensi）、奇坦兰山猪笼草（N. kitanglad）、仓田猪笼草（N. kurata）、莱特岛猪笼草（N. leyte）、棉兰老岛猪笼草（N. mindanaoensis）、内格罗斯岛猪笼草（N. negros）、拉莫斯猪笼草（N. ramos）、萨兰加尼猪笼草（N. saranganiensis）及超基猪笼草（N. ultra）。这些物种之间存在着许多共同特征，比如叶柄具翼、捕虫笼笼盖下表面基部存在附属物，及上位笼基部通常较宽。在马丁·奇克和马修·杰布的关于翼状猪笼草组的原始描述论文中指出，塞西尔猪笼草可能是柯普兰猪笼的异名。

## 自然杂交种
- N. ceciliae × N. pulchra[1][9]